# James Drummond, I duca di Perth
James Drummond, I duca di Perth (1648 – Parigi, 11 maggio 1716), è stato un nobile e politico scozzese.

## Biografia
Era il figlio maggiore di James Drummond, III conte di Perth, e di sua moglie, Lady Anne, figlia di George Gordon, II marchese di Huntly. Studiò presso la University of St Andrews.

## Carriera politica
Nel 1678 è stato nominato membro del Consiglio della Corona scozzese. Fu nominato Lord President of the Court of Session nel 1682 e di un Lord della sessione straordinaria il 16 novembre dello stesso anno. È stato anche Lord Cancelliere di Scozia (1684-1688).

## Cattolicesimo
Nel 1685 si convertì, insieme a suo fratello, il I conte di Melfort, al cattolicesimo. Nel 1686, aprirono una cappella cattolica a Edimburgo. Il 29 maggio 1687, è stato nominato Cavaliere del Cardo.
Dopo la Gloriosa rivoluzione, il conte fu imprigionato nel 1689, prima a Kirkaldy, poi nel castello di Stirling, e scarcerato solo il 4 agosto 1693, a condizione di un lascito al regno sotto pena di £ 5000.

## St. Germain
Si unì al re in esilio a St. Germain, e il 17 ottobre 1701, venne creato dal re Giacomo III e VIII, duca di Perth, marchese di Drummond, conte di Stobhall, visconte Cargill e il barone Concraig, tutti nel Pari di Scozia.
Il 14 febbraio 1703, è stato nominato Lord of the Bedchamber, e il 21 giugno 1706 è stato nominato Cavaliere della Giarrettiera. Fu poi Lord Ciambellano alla regina Maria Beatrice d'Este, e si dice che sia stato creato cavaliere del Toson d'Oro dal re di Spagna.

## Matrimonio
Sposò, il 18 gennaio 1670, Lady Jean Douglas, figlia di William Douglas, I marchese di Douglas e della sua seconda moglie, Lady Mary Gordon. Ebbero tre figli:
- Lady Mary Drummond (?-1712), sposò William Keith, VIII conte di Marischal, ebbero quattro figli;
- James Drummond, II duca di Perth (1673-1720);
- John Drummond, V duca di Perth (1685-1757);

Sposò, il 5 ottobre 1676, Lilias Drummond, figlia di Sir James Drummond e di Anna Hay. Non ebbero figli.
Sposò, nel 1685, Lady Mary Gordon, figlia di Lewis Gordon, III marchese di Huntly, e di Mary di Grant. Ebbero un figlio:
- Edward Drummond, VI duca di Perth

## Morte
Morì l'11 maggio 1716 a Parigi.